# Neuwelt (Plankenfels)
Neuwelt ist ein Gemeindeteil der Gemeinde Plankenfels im Landkreis Bayreuth (Oberfranken, Bayern). Neuwelt liegt in der Gemarkung Plankenfels.

## Geografie
Die Einöde Neuwelt liegt im zentralen Teil der Fränkischen Schweiz und nordöstlich des Oberlaufs des Obmannsgrabens, der ein linker Zufluss der zum Flusssystem der Wiesent gehörenden Truppach ist. Die Nachbarorte sind Mengersdorf im Norden, Bärnreuth und Außerleithen im Nordosten, Pensenleithen und Wohnsgehaig im Osten, Schrenkersberg im Südwesten und Ringau im Westen. Südöstlich des Ortes lag außerdem die abgegangene Einöde Fräuleinsteig. Neuwelt ist von dem dreieinhalb Kilometer entfernten Plankenfels aus über die Staatsstraßen St 2191 und St 2186 sowie über eine Ortsverbindungsstraße erreichbar, die bei Ringau von der St 2186 abzweigt.

## Geschichte
Neuwelt ist seit der mit dem bayerischen Gemeindeedikt von 1818 erfolgten Gemeindegründung ein Gemeindeteil der Gemeinde Plankenfels. Vor den infolge der Gebietsreform in Bayern erfolgten Eingemeindungen hatte die zum Landkreis Ebermannstadt gehörende Gemeinde Plankenfels 1961 insgesamt 892 Einwohner, davon sieben in Neuwelt, das damals zwei Wohngebäude hatte.